# Nikokrates (Toreut)
Nikokrates (altgriechisch Νικοκράτης) war ein antiker griechischer Toreut (Metallhandwerker) beziehungsweise Goldschmied, der bei der Errichtung des Parthenon im antiken Athen (4. Jahrhundert v. Chr.) tätig war.
Nikokrates ist einer von ganz wenigen Metallhandwerkern, die in den überlieferten Inventarlisten und Schatzurkunden des Parthenon-Tempels auf der Athener Akropolis erwähnt wurden. Dreimal wird er in entsprechenden Listen genannt: Um 330 v. Chr. soll er Schmuck für die Karyatiden gefertigt haben, weiterhin laut einer 320/19 v. Chr. und einer weiteren 314/13 v. Chr. datierten Inschrift mehrere silberne und goldene Hydrien.
Daneben hatte er fünf Hydrien aus Silber geschaffen, die dem Asklepios gewidmet waren, und eine goldene Hydria für die Artemis Brauronia. Weiterhin schuf er 318/17 v. Chr. eine silberne Pinax und ein goldenes Chernibeion, die beide der Athena Polias geweiht waren. Erhalten sind keine zuweisbaren Werke.
Möglicherweise handelt es sich bei ihm auch um den Nikokrates, der um 330 v. Chr. gemeinsam mit einem Athener und zwei korinthischen Bürgern in Delphi über die Rückgabe der Weihgeschenke des Krösus verhandelte.